# Грегорі Кунде
Грегорі Кунде (24 лютого 1954, Канкакі, США) — американський оперний співак (тенор). Закінчив Іллінойський університет.